# PlayStation Portable
Die PlayStation Portable (offizielle Abkürzung: PSP; zu Deutsch etwa tragbare PlayStation) ist die erste Handheld-Konsole der PlayStation-Marke von Sony Computer Entertainment (heute Sony Interactive Entertainment). Mit der PlayStation Portable ist es möglich, Videospiele zu spielen, Fotos und Filme zu betrachten, Musik zu hören oder im Internet zu surfen. Spiele sind in der Regel auf Universal Media Discs (UMD) gespeichert oder wurden im PlayStation Store digital bereitgestellt. Als Spiele-Handheld stand die PSP in direkter Konkurrenz zum Nintendo DS und zu den iOS-Geräten von Apple.
Die PSP ähnelt im Aufbau einem DualShock-Controller, allerdings ist sie mit einem Bildschirm ausgestattet. Die jüngsten Versionen sind die PSP-E1000 sowie die ohne UMD-Laufwerk auskommende PSP Go. Ihr Nachfolger, die PlayStation Vita, wurde am 27. Januar 2011 im Rahmen einer Presseveranstaltung Sonys angekündigt. Sie wurde in Japan am 17. Dezember 2011 und in Europa und Amerika am 22. Februar 2012 veröffentlicht. Die Auslieferung der PSP wurde Anfang 2014 in den USA gestoppt, im Juni 2014 auch in Japan. Seit Ende 2014 war sie auch in Europa nicht mehr erhältlich und die Produktion wurde ganz eingestellt. Seit März 2016 können PSP-Besitzer nicht mehr auf den PlayStation Store zugreifen, wobei Spiele noch über Umwege geladen werden können.

## Modelle
Die Modellbezeichnung in der letzten Ziffer ist je nach Erscheinungsland abweichend. Dabei werden folgende Nummern verwendet:
| xx = Region | Japan | Nordamerika | Australien | Großbritannien | Europa/Mittlerer Osten | Südkorea | Asien | Taiwan | Russland | China | Mexiko | Debugging | Debugging |
| Nummer      | 00    | 01          | 02         | 03             | 04                     | 05       | 06    | 07     | 08       | 09    | 10     | 11        | 12        |

### PSP-1000

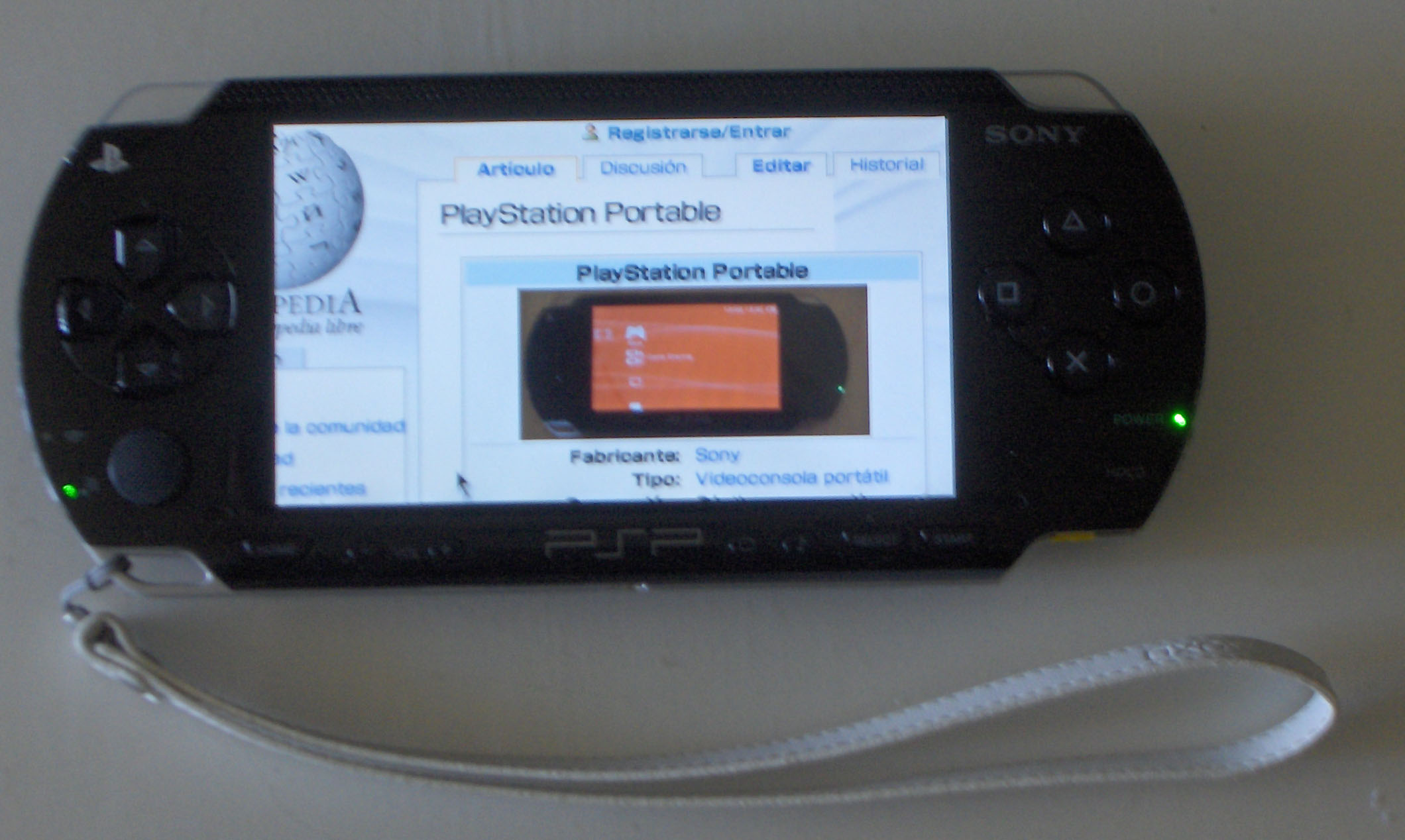
PSP-1000 mit geöffneter Wikipediaseite im Webbrowser der PSP

Am 12. Dezember 2004 erschien dieser Handheld in Japan mit einem Einführungspreis von 20.000 Yen (ca. 162 Euro) für das Standard-Pack und 25.000 Yen (ca. 200 Euro) für das Value-Pack. Das Value-Pack enthielt neben der eigentlichen PSP weiteres Zubehör: eine Tasche, einen Memory Stick (32 MB), einen Tragegurt bzw. ein Schlüsselband für Vorbesteller, Kopfhörer mit Fernbedienung, eine Demo-UMD (Universal Media Disc) und ein Reinigungstuch. Ab dem 24. März 2005 wurde der Handheld in den USA verkauft, allerdings nur im Value-Pack für 249 US-Dollar (ca. 210 Euro, Preis ohne Steuern).
Ab dem 1. September 2005 war das Gerät in Europa erhältlich, in Deutschland zu einem Einführungspreis von ca. 249 Euro für das Value-Pack. Wurde das Gerät auf der offiziellen europäischen PSP-Website registriert, erhielt man zunächst als kostenlose Beigabe den Film Spider-Man 2 auf UMD. Jedoch wurde auch eine UMD-Tasche (für fünf UMDs) und manchmal ein Schlüsselband statt Spider-Man 2 ausgeliefert.

### PSP-2000 (PSP Slim & Lite)

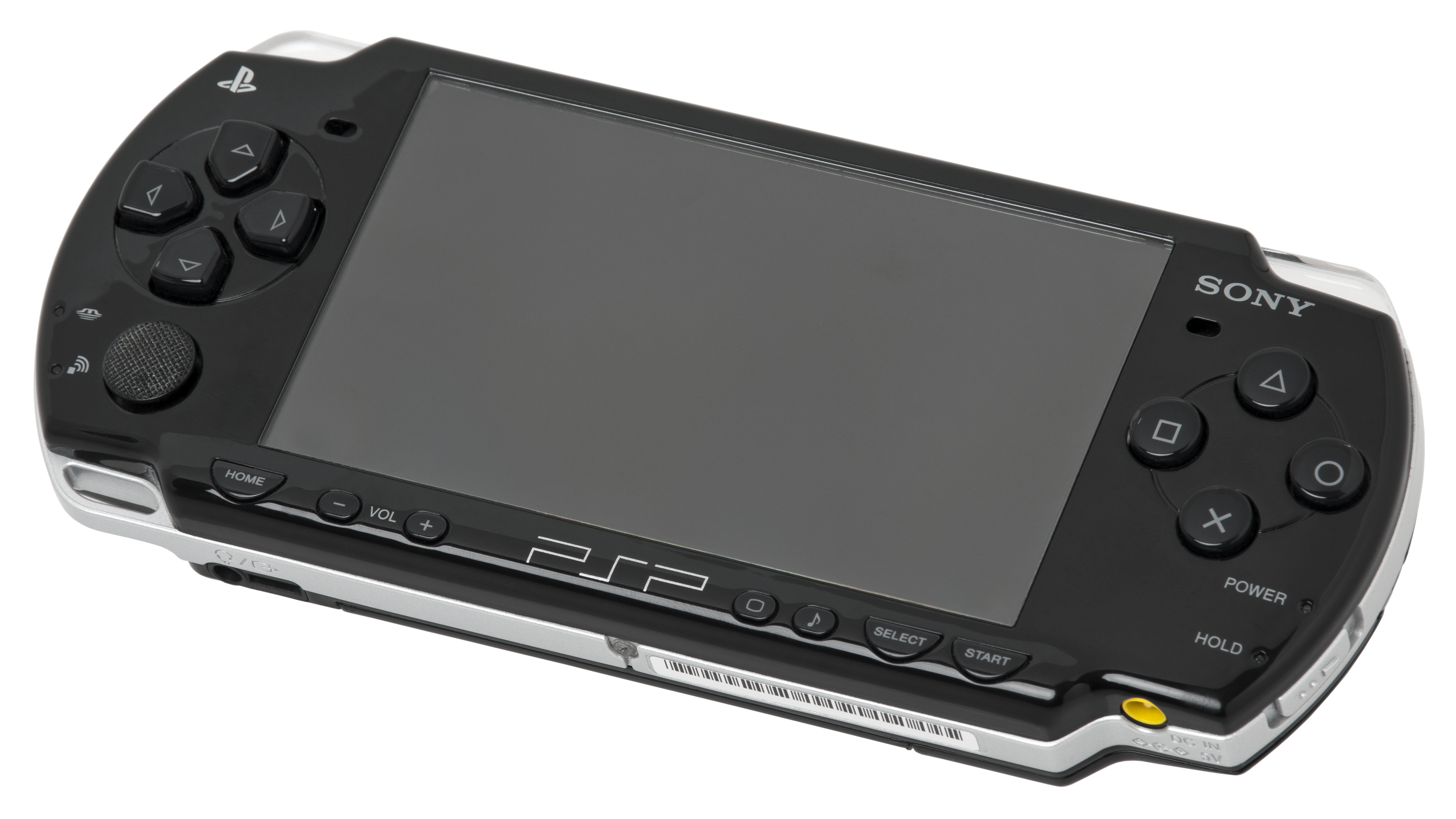
PSP Slim & Lite (PSP-2000)

Auf der E3 2007 zeigte Sony eine überarbeitete PlayStation Portable. Sie wurde am 7. September 2007 unter dem Namen PlayStation Portable Slim & Lite veröffentlicht.

#### Änderungen gegenüber der PSP-1000
(Quelle:)

##### Technische
- Neu implementierte UMD-Cache-Funktion.[20] Später auch in PSP-3000 und E1000 vorhanden.
- verbessertes UMD-Laufwerk
- die Möglichkeit, den Akku der PSP über den USB-Port aufzuladen[21]
- 64 MB Arbeitsspeicher (doppelt so viel wie bei der PSP-1000), ermöglicht schnellere Ladezeiten in Spielen, Videos und Internetinhalten
- Neuer Video-Ausgang für Medieninhalte auf dem Fernseher. Mit einem Progressive-Scan-TV und Spezialkabel lässt sich die Bildschirmprojektion auch während des Spiels anzeigen.

##### Design
- um 19 % flacher geworden
- um 33 % (91 g) leichter geworden

### PSP-3000 (PSP Slim & Lite)

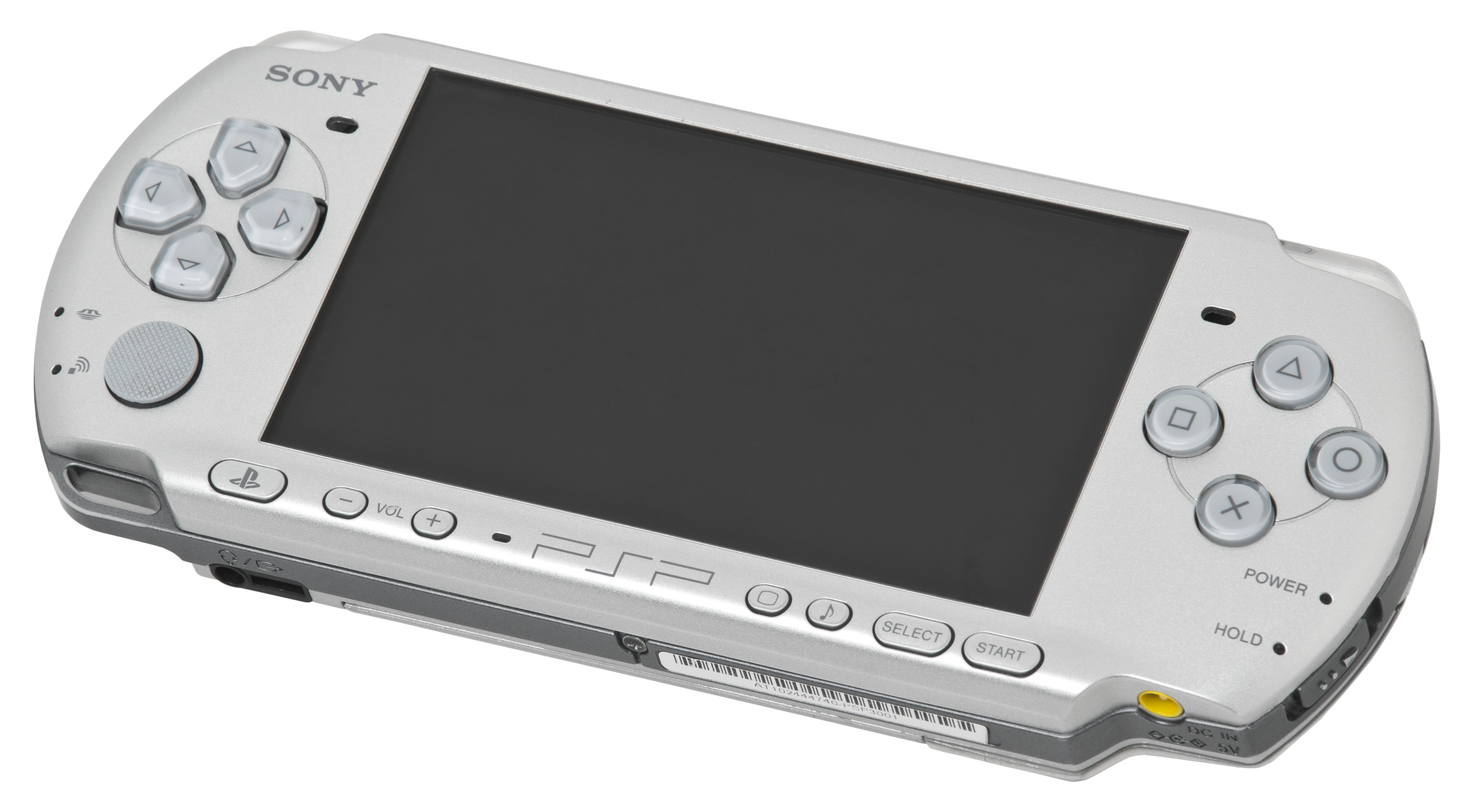
PSP-3000

Auf der Leipziger Games Convention im August 2008 kündigte Sony an, bis Ende 2008 eine überarbeitete Version der PSP Slim & Lite auf den Markt zu bringen. Die äußeren Abmessungen und das Erscheinungsbild sind bis auf das Design dreier Knöpfe und dem dünner gewordenen silbernen Metallring an der Rückseite der PSP unverändert geblieben. Am 15. Oktober 2008 ist die PSP-3000 erschienen. Kurz nach dem Erscheinen gab es Berichte, dass auf dem neuen Display die nun horizontalen Bildzeilen bei schnellen Spielszenen hervortreten.

#### Änderungen gegenüber der PSP-2000

##### Technische
- Ein Display mit optimiertem Kontrast, verbessertem Input-Lag, kürzerer Reaktionszeit und einem größeren Farbspektrum, das jedoch dunkler wirkt und mit einer leichten Antireflexbeschichtung versehen ist, aber bei schnellen Spielen möglicherweise Streifenartefakte (Scanlines) hinterlässt.[25][26]
- Die Erweiterung der Videosignal-Ausgabe um ein Composite-Signal, sodass nun auch das Anzeigen von Spielen auf NTSC-TV-Geräten ohne Progressive Scan möglich ist.
- Integriertes Mikrofon
- Das Ladegerät liefert nur noch 1500 mA (PSP-2000: 2000 mA).
- Aktualisierte Schutzmaßnahmen gegen das Aufspielen alternativer Betriebssysteme (siehe auch: Geschlossene Plattform).
- Längere Akkulaufzeit

##### Design
- Ab der PSP-3000 (sowie N1000 und E1000) wurde die bisherige HOME-Taste der PSP-1000/2000 durch eine mit dem PlayStation-Logo ersetzt. Die Funktion blieb dabei unverändert.
- Der silberne Metallring um den PSP-Schriftzug  auf dem UMD-Deckel der Rückseite, besitzt bei der PSP-3000 eine geringere Ringbreite als bei der PSP-2000.

### PSP-N1000 (PSP Go)

Logo der PSP Go

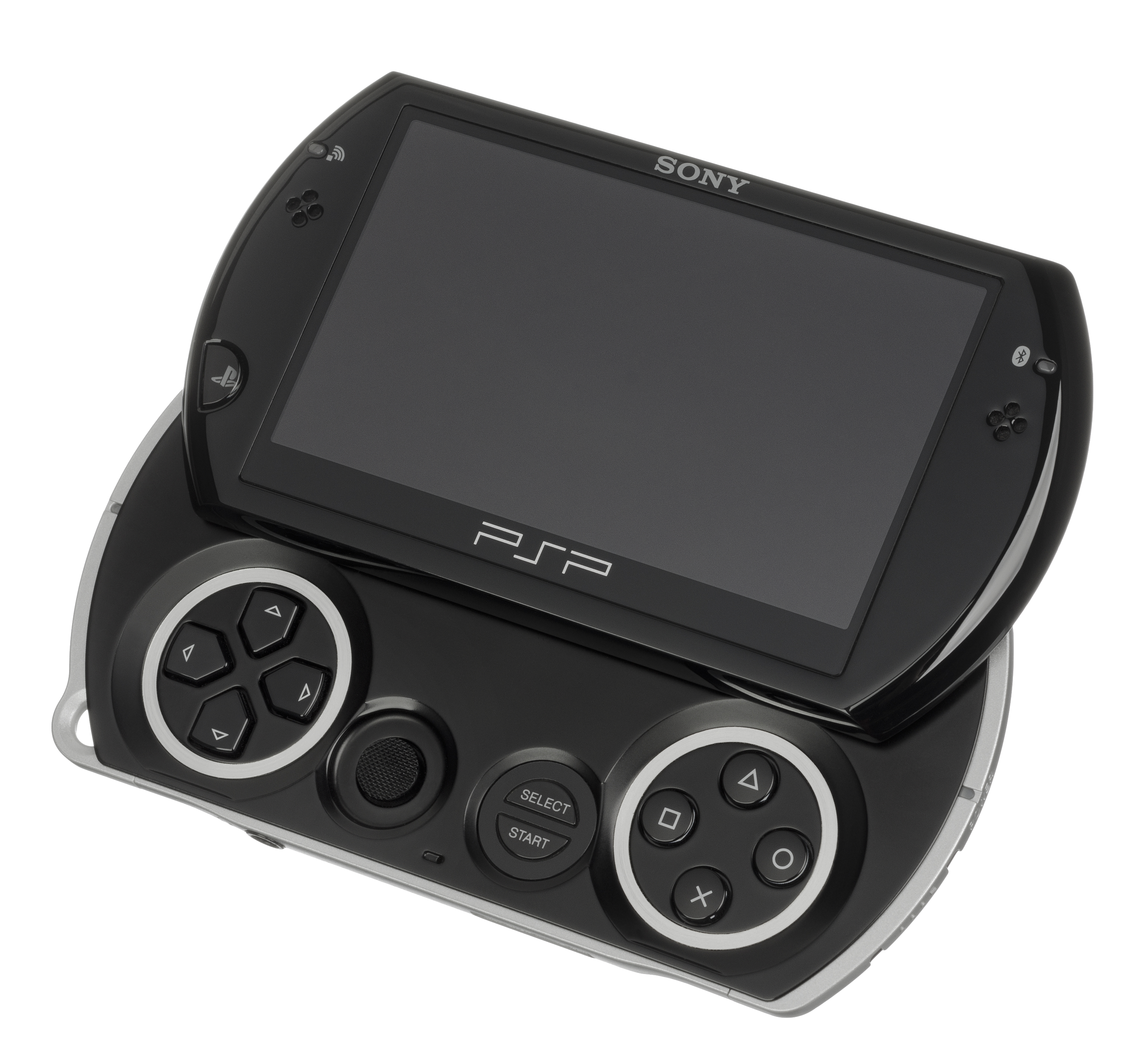
PSP Go mit aufgeschobenen Bedienelementen

Am 30. Mai 2009 gelangten durch einen Fehler im PlayStation Store erste Bilder und ein erstes Video zur PSP Go an die Öffentlichkeit, die erst zur E3 2009 veröffentlicht werden sollten. Erschienen ist die PSP Go am 1. Oktober 2009 und kostete 249,95 Euro. Äußerlich unterscheidet sich dieses Modell deutlich von den Vorgängern. Spiele sind nur noch online (über den PlayStation Store) via Download erhältlich. Da zum 1. Oktober 2009 Aufladekarten für den PS-Store erschienen, war es auch möglich, den Shop ohne Kreditkarte zu nutzen.
Im April 2011 wurde die Produktion der PSP Go für Europa und Japan eingestellt. Für den nordamerikanischen Markt passierte das erst später.

#### Änderungen gegenüber der PSP-3000

##### Technische
- Der Bildschirm ist nun ein Slide-Screen, mit welchem die Bedienelemente verdeckt werden können.
- Das UMD-Laufwerk wurde entfernt.
- Es wurde ein interner Flashspeicher mit 16 GB hinzugefügt, auf dem PlayStation-Downloads, Mediendateien und Spielstände gespeichert werden können.
- Das Gerät besitzt einen fest integrierten Akku, ein Austausch durch den Benutzer ist nicht vorgesehen und führt zum Verlust der Garantie. Ist der Akku defekt, muss das Gerät durch einen Fachmann geöffnet werden.
- Bluetooth wird unterstützt.
- Anstelle eines Memory Stick (Pro) Duo wird nun ein Memory Stick Micro für die Speichererweiterung genutzt.

##### Design
- Die Position der Bedienelemente wurde verändert.
- Das Display wurde etwas verkleinert und misst in der Diagonale nur noch 3,78 statt 4,3 Zoll.
- Die PSP Go wiegt nur noch 159 g.[31]

### PSP-E1000 (PSP Street)

PSP Street (PSP-E1000)

Auf der gamescom-Messe im August 2011 stellte Sony die PSP Street vor. Diese war als eine kostengünstige Version für den europäischen Markt gedacht und sollte, nach dem verschobenen Veröffentlichungstermin der Nachfolge-Konsole Playstation Vita, dem kurz zuvor im Preis gesenkten Nintendo-Handheld 3DS im Weihnachtsgeschäft 2011 Konkurrenz machen. Die Konsole wurde standardmäßig einem mattschwarzen Gehäuse verkauft, war allerdings auch in anderen Farben erhältlich.
Der auffälligste Unterschied zum Vorgänger-Modell war dabei das fehlende WLAN-Modul, welches den Funktionsumfang der Konsole drastisch einschränkte. So waren Multiplayer-Spiele nur lokal (=auf dem Gerät) gegen Computer-gesteuerte Gegner spielbar, den Zugriff auf Online-Dienste wie E-Mails oder Chats war ebenfalls nicht mehr möglich. Der Ton wurde zudem nur über einen Mono-Lautsprecher ausgegeben, während alle vorherigen Modelle noch über Stereo-Lautsprecher verfügten. Spiele-Downloads können nur noch mittels der Software "MediaGo" über den Umweg eines PCs auf die Konsole geladen werden, dessen Service aber Januar 2018 eingestellt worden ist.
Trotz dieser drastischen technischen Einschränkungen war die Konsole (vergleichsweise) schwerer und größer als ihr de-facto Vorgänger: so wog die PSP Street im Vergleich zur Go 223 g (+64 g) und war mit 172,4 mm × 73,4 mm × 21,6 mm auch etwas größer (Go: 169,4 mm × 71,4 mm × 18,6 mm).
Hackern gelang es bereits während der Vorstellung der Konsole auf der gamescom diese zu "knacken" (cracking) und ein Video zu erstellen, auf welchem sie ein Homebrew auf der neuen PSP laufen ließen. Nachdem das Video beim Videohoster YouTube auftauchte, entfernte Sony sämtliche PSP-E1000-Geräte von der Kölner Messe.

### Limited Editions
Von jeder Version der PlayStation Portable, außer der PSP Go, gab es zusätzlich zu den Standardausgaben noch eine Vielzahl an limitierten Editionen. Diese wurden meist im Bundle mit dem zugehörigen Spiel, aber auch einzeln ausgeliefert und hatten ein einzigartiges Aussehen durch alternative Farbgebung oder sogar veränderter Hardware. Sie waren oftmals nur in ausgewählten Regionen verfügbar und konnten teilweise sogar ausschließlich durch Teilnahme an Verlosungen erhalten werden.
So gab es verschiedene Designs, die zum Beispiel Final Fantasy oder Metal Gear Solid als Thema hatten, wobei erstere lediglich thematisch passende Aufdrucke erhielten. Die Snake-Fans hingegen durften sich entweder an einer Camouflage-PSP oder einer in Metallic-Grün erfreuen, welcher neben dem Titel gebenden Spiel auf UMD zusätzlich noch ein Memory Stick und eine farblich dazu passende Tragetasche beilag.
Die Limited Edition der PSP-3000, die wegen des Spiels Monster Hunter Portable 3rd erschien und nur in Japan erhältlich ist, besaß außer der speziellen Farbgebung noch einen größeren Battery Pack (2200 mAh), eine angepasste XMB und einen speziellen, nach innen gewölbten Analogstick. Zudem besaß sie ein edel anmutendes Gehäuse, durch ihren goldenen Rahmen und die mattschwarze Schale. Auf der Rückseite stachen vor allem auch die voluminöseren Abdeckungen links und rechts ins Auge, welche dem größeren Akku geschuldet waren, aber den positiven Nebeneffekt hatten, dass die PSP so besser in der Hand lag. Dies führte in Verbindung mit dem konkaven Analog-Stick zu einer allgemein höheren Ergonomie als bei den Standardausführungen.

## Technischer Hintergrund

### Modell-Unterschiede
| Arbeitsspeicher      | 32 MB                  | 64 MB                                      | 64 MB                                      | 64 MB                  | 64 MB                                           |      |      |
| Display (Zoll)       | 4,3″                   | 4,3″                                       | 4,3″                                       | 4,3″                   | 3,8″                                            |      |      |
| UMD-Laufwerk         | ja                     | ja                                         | ja                                         | ja                     | nein                                            |      |      |
| herausnehmbarer Akku | ja                     | ja                                         | ja                                         | nein                   | nein                                            | nein | nein |
| Speichermedium       | Memory Stick (Pro) Duo | Memory Stick (Pro) Duo                     | Memory Stick (Pro) Duo                     | Memory Stick (Pro) Duo | Memory Stick M2                                 |      |      |
| Mikrofon             | nein                   | nein                                       | ja                                         | ja                     | ja                                              |      |      |
| interner Speicher    | nein                   | nein                                       | nein                                       | nein                   | 16 GB                                           |      |      |
| WLAN                 | ja                     | ja                                         | ja                                         | nein                   | ja                                              |      |      |
| Bluetooth            | nein                   | nein                                       | nein                                       | nein                   | ja                                              |      |      |
| Infrarot             | ja                     | nein                                       | nein                                       | nein                   | nein                                            |      |      |
| Videoausgang         | nein                   | Stereo-Audio + S-Video + YPbPr + Composite | Stereo-Audio + S-Video + YPbPr + Composite | nein                   | Stereo-Audio + YPbPr + Composite (kein S-Video) |      |      |

### Spezifikationsentwicklung
| Kategorie                             | Spezifikation |
| ------------------------------------- | --- |
| Prozessoren                           | Hauptprozessor: Allegrex mit FPU und Vector Processor Unit - 32-Bit-Dual-CPU (MIPS 32R2) - System-Takt: 10–333 MHz (433 MHz bei der PSP-N1000 im USB-Modus) - 128-Bit-Bus - 2,6 GFLOPS Leistung Coprozessor - Media Engine mit FPU - 2 MiB eDRAM Grafikprozessor - 166 MHz - 90 nm-Technologie |
| Arbeitsspeicher                       | Hauptspeicher: - 32 MiB DRAM, ab PSP-2000 64 MiB - 2,6 GB/s Datendurchsatz Grafikspeicher: - 4 MiB eDRAM - 512-Bit-Busbreite |
| Bild                                  | PSP-1000/2000/3000/E1000 - TFT-Display, volltransparent - 4,3 Zoll / 10,9 cm - 16:9 Widescreen-LCD - 480×272 Pixel (ca. 16.770.000 Anzeigefarben) - max. Helligkeit 200 cd/m² (mit Helligkeitskontrolle in Stufen wählbar) - Kontrast mit 850:1 PSP-N1000 - TFT-Display, volltransparent - 3,8 Zoll / 9,6 cm - 16:9 Widescreen-LCD - 480×272 Pixel (ca. 16.770.000 Anzeigefarben) - max. Helligkeit 200 cd/m² (mit Helligkeitskontrolle in Stufen wählbar) - Kontrast mit 850:1 |
| Ton                                   | PSP-1000/2000/3000/N1000 - Stereo-Lautsprecher (Position variiert) PSP-E1000 - Mono-Lautsprecher |
| Netzwerk (drahtlose Datenübertragung) | WLAN (Alle Modelle) - Standard: IEEE 802.11b (bis PSP Go) - Modulationsformat: DS-SS (IEEE 802.11b-konform) - Verschlüsselung: WEP, WPA (TKIP, AES) - Verfahren 1. Ad-Hoc-Modus: direkte Kommunikation zwischen wahlweise mindestens zwei PSP-Systeme oder einem PS3-System, für RemotePlay und Datenaustausch 2. Infrastruktur-Modus: Verbindung mit dem Internet Infrarot (PSP-1000) - IrDA wurde zwar verbaut aber offiziell nie unterstützt. - Im Homebrew nutzbar z. B. mit IRShell für die Bedienung eines Fernsehers. - Ab Modellen der PSP-2000 aufwärts, komplett entfernt. Bluetooth (PSP-N1000) - Bluetooth 2.0 + EDR (Enhanced Data Rate), abwärtskompatibel mit älteren Bluetooth-Versionen |
| Eingabe                               | 20 Tasten/Bedienelemente – Sony-typisch orientiert am Eingabeschema des DualShock 3-Controller - Ein Analogstick - Vier Richtungstasten (Steuerkreuz: Oben, Unten, Links, Rechts) - Vier Aktionstasten (Dreieck, Kreis, Kreuz, Quadrat) - Zwei Schultertasten (Links/Rechts) - START, SELECT, HOME/PS-Taste - Power-/Standby-Schalter (Schiebeschalter) - Zwei Lautstärketasten: Minus (-) und Plus (+) - WLAN-Ein-/Aus-Schalter - Display-Taste 1. Drücken und loslassen: Mit jedem Tastendruck wechselt die Bildschirmhelligkeit zwischen drei Stufen. Stufe 4 nur mit PSP am Ladegerät verfügbar. 2. Mehr als eine Sekunde lang drücken: Die Hintergrundbeleuchtung schaltet sich aus und auf dem Bildschirm wird nichts mehr angezeigt. 3. Mehr als fünf Sekunden lang drücken: PSP-2000/3000 wechselt in den Videoausgabemodus - Sound-Taste: 1. Drücken und loslassen: Bei Verwendung von Kopfhörern kann mit jedem Tastendruck zwischen den Klangprofilen ‚HEAVY‘, ‚POPS‘, ‚JAZZ‘ und ‚UNIQUE‘ gewechselt werden. 2. Mehr als eine Sekunde lang drücken: Der Ton kann stumm oder eingeschaltet werden |
| Anschlüsse                            | - Video out/Headset-Anschluss: Serieller Anschluss (Media Player Remote/Fernbedienung, ab PSP-2000 zusätzlich als Anschluss mit TV-Kabel) - Kopfhöreranschluss - USB-2.0-Mini-B-Anschluss |
| Speicherverwaltung                    | PSP-1000/2000/3000/E1000 - Memory Stick PRO Duo-Slot; Sony-eigenes proprietäres Speicherkartenformat PSP-N1000 (erweiterbar) - 16 GB intern fassender Flash-Speicher für Spielstände und Medieninhalte (PSN-kompatibel) - Memory Stick Micro (M2)-Slot; Sony-eigenes proprietäres Speicherkartenformat |
| UMD-Laufwerk                          | PSP-1000/2000/3000 - nur lesend - kontinuierlicher Halbleiterlaser - Laser der Klasse 1 (IEC 60825‑1+A2:2001) - Wellenlänge 655–665 nm - max. Leistung 0,28 mW |
| Stromversorgung                       | Lithium-Ionen-Akku - wechselbar (bis PSP-3000) - fest verbaut ab späteren Modellen - Kapazität 1. PSP-1000: 3,6 V 1800 mAh 2. PSP-2000/3000: 3,6 V 1200 mAh 3. PSP-N1000: 3,7 V 930 mAh 4. PSP-E1000 3,7 V 900 mAh - Optional: 2200 mAh Battery Pack (Außenmaße vom Akku der PSP-1000 mit passender Abdeckung) - Ladegreät (AC-Adapter): 100–240 V Eingang, 5 V 2 A / 1,5 A Ausgang ab PSP-3000 |
| Maximale Leistungsaufnahme            | PSP-1000/2000/3000 - ca. 6 W (beim Laden) PSP-N1000 - ca. 3 W (beim Laden) |
| Sonstiges                             | - Betriebstemperatur: 5 °C – 35 °C - Zugangskontrolle: Regionalcode und Kindersicherung per PIN - Herstellungsort: China oder Südkorea (weicht je nach Akku ab) |

### Unterstützte Dateiformate
| Medientyp | Dateiformat | Anmerkung |
| --------- | --- | --- |
| Video     | Memory Stick-Videoformat - MPEG-4 Simple Profile (AAC) - H.264/MPEG-4 AVC Main Profile (AAC)                            | - maximal 480×272 Pixel, maximale Bitrate der Videospur ist auf 1500 Kbit/s und die der Audiospur auf 128 Kbit/s beschränkt. - Die PSP kann keine Videos von mehr als 6 Stunden und 30 Minuten Länge wiedergeben.                           |
| Video     | MPEG-4 - MP4 (.mp4) (Video-Codec: MPEG-4, Xvid) (Audio-Codec: AAC) - AVC (.mp4) (Video-Codec: H.264) (Audio-Codec: AAC) | - maximal 480×272 Pixel, maximale Bitrate der Videospur ist auf 1500 Kbit/s und die der Audiospur auf 128 Kbit/s beschränkt. - Die PSP kann keine Videos von mehr als 6 Stunden und 30 Minuten Länge wiedergeben.                           |
| Video     | AVI - Linear PCM (.avi / .mjpeg) (Video-Codec: Motion JPEG) - µ-Law (.avi / .mjpeg) (Video-Codec: Motion JPEG)          | - maximal 480×272 Pixel, maximale Bitrate der Videospur ist auf 1500 Kbit/s und die der Audiospur auf 128 Kbit/s beschränkt. - Die PSP kann keine Videos von mehr als 6 Stunden und 30 Minuten Länge wiedergeben.                           |
| Musik     | Memory Stick-Audioformat - ATRAC3 - ATRAC3plus (.oma .msa .aa3) - MP3                                                   | ATRAC3plus-Dateien können mit einem Memory Stick PRO Duo ohne MagicGate-Unterstützung nicht aufgezeichnet oder wiedergegeben werden. Da es sich hauptsächlich bei den Datenträger um veröffentlichte Musikalben oder Filme auf UMD handelt. |
| Musik     | WMA (.wma) | - Erst nach kostenloser Aktivierung - Urheberrechtlich geschützte WMA-Dateien können nicht wiedergegeben werden - Nur Windows Media Audio 9 Standard                                                                                        |
| Musik     | MP3 (.mp3) (Audio-Codec: MPEG-1/2 Audio Layer3)                                                                         | |
| Musik     | MP4 (.mp4) (Audio-Codec: AAC)                                                                                           | |
| Musik     | WAV (.wav) (Linear PCM)                                                                                                 | |
| Bild      | TIFF | TIFF Nicht mehr ab Firmware 5.50 (Der Grund ist eine Lücke in der Systemsoftware.) |
| Bild      | GIF | Gifs werden nur im Internet Browser animiert dargestellt. |
| Bild      | PNG | |
| Bild      | JPG | Kompatibel mit DCF 2.0/Exif 2.21 |
| Bild      | BMP | |
| Sonstiges | HTML (.html) | |
| Sonstiges | JavaScript | Eingeschränkt |
| Sonstiges | Adobe Flash (eingeschränkt)                                                                                             | Eingeschränkt |
| Sonstiges | PlayStation-Store-Spiel (.pbp)                                                                                          | |
| Sonstiges | PlayStation-Store-Filme (.mnv)                                                                                          | |
| Sonstiges | Textdateien (.txt) | Nur mit dem Internet Browser, mit Hyperlinks zu einer Datei als Pfadaufruf oder Webseite. |

### Kompatible Speicherkarten
| PSP-Modell           | Memory Stick                                   | Speicherkapazität |
| -------------------- | ---------------------------------------------- | ----------------- |
| 1000 2000 3000 E1000 | Memory Stick Duo                               | Aktuell bis 32 GB |
| 1000 2000 3000 E1000 | Memory Stick PRO Duo                           | Aktuell bis 32 GB |
| 1000 2000 3000 E1000 | Memory Stick PRO Duo [Mark2-Zertifizierung]    | Aktuell bis 32 GB |
| 1000 2000 3000 E1000 | Memory Stick PRO-HG Duo [Mark2-Zertifizierung] | Aktuell bis 32 GB |
| 1000 2000 3000 E1000 | Memory Stick Micro (M2), mit M2 Adapter        | Aktuell bis 16 GB |
| N1000                | Memory Stick Micro (M2)                        | Aktuell bis 16 GB |

## Universal Media Disc

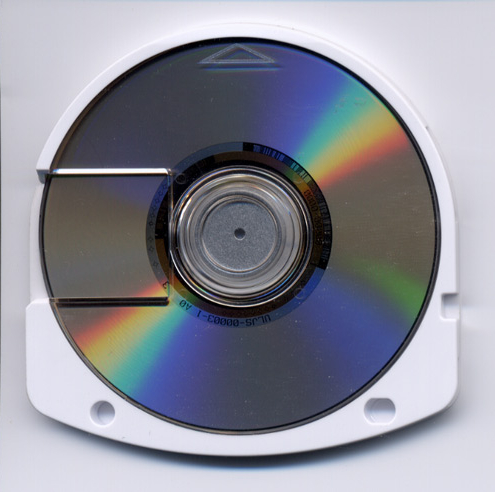
Unterseite einer UMD

Die Universal Media Disc (UMD), welche einer verkleinerten Version der MiniDisc ähnelt, wurde speziell für die PSP entwickelt. Genau wie bei der MiniDisc ist die eigentliche UMD von einem Kunststoffgehäuse umgeben, welches den Disc-Rohling vor Beschädigung schützen soll und lediglich von einer Einsparung für den Laser unterbrochen wird. Die UMD hat jedoch, bedingt durch ihren DVD-ähnlichen Aufbau, eine im Vergleich zur MiniDisc deutlich höhere Speicherkapazität von bis zu 1,8 GB. Sony versucht die UMD als neuen und sicheren Videostandard für mobile Medien zu etablieren, bisher ist Sonys PSP jedoch das einzige Gerät mit einem UMD-Laufwerk. Zudem gaben große Filmgesellschaften wie Warner Bros. nach einiger Zeit bekannt, dass man größtenteils aus dem UMD-Geschäft aussteigen wolle. Grund seien die schwachen Absatzzahlen der Datenträger. Allerdings wurde von Warner im Juli 2009 eine Sammelbox der Harry-Potter-Filme auf UMD veröffentlicht.
Derzeit sind weder UMD-Brenner noch -Rohlinge erhältlich. Das Kopieren von UMD-Inhalten ist möglich, jedoch nur mit einem Homebrew-Programm und somit nur bei einer PSP mit Firmware 1.5 oder einer Custom Firmware.
Des Weiteren ist es nicht einmal den Spieleproduzenten möglich, selbst UMDs herzustellen. Diese erhalten mit dem SDK einen speziellen Brenner, der eine Master-DVD erstellt, welche Sony übergeben wird und dann exklusiv bei Sony auf UMD gebracht wird.
UMD-Datenträger enthalten einen Regionalcode für die einzelnen Märkte, in denen sie angeboten werden. Mit dem europäischen System zum Beispiel kann eine UMD mit dem Regionalcode „ALL“ oder „2“ wiedergegeben werden.
Die Systeme PSP-2000/3000/E1000 verfügten über keinen dedizierten UMD-Cache im klassischen Sinne. Ab der PSP-2000 wurde ein Teil des zusätzlichen Arbeitsspeichers als Cache für UMD-Daten genutzt, um Ladezeiten zu verkürzen. Sony hat keine Angaben zur genauen Größe oder Nutzung dieses Caches veröffentlicht. In der offiziellen Anleitung wird lediglich erklärt, dass häufig benötigte Daten im PSP-Systemspeicher abgelegt werden, um die Häufigkeit des UMD-Lesens zu verringern und die Datenlesegeschwindigkeit zu erhöhen. Bei der PSP-2000 und PSP-3000 ist diese Funktion in den Systemeinstellungen standardmäßig aktiviert.
Die PSP Go verfügt über kein UMD-Laufwerk. Medieninhalte, hauptsächlich spielbare Inhalte, werden neben Mediendateien über eine USB-Verbindung, Bluetooth oder WLAN auf die Konsole übertragen, entweder von einem PC (z. B. mit der Software MediaGo), einer PlayStation 3 oder direkt aus dem PlayStation Store.

## Software

### Firmware
Die Firmware wurde von der NetBSD Foundation, Inc. entwickelt. Diese bietet die Basisfunktionen der PlayStation Portable. Zurzeit umfassen diese die Systemkonfiguration, das Ansehen von Fotos, das Anhören von Musik, das Ansehen von Videos, Verwaltung der Speicherstände, das Browsen mithilfe des Webbrowsers, das Lesen von RSS-Feeds, das Hören von Internetradios mittels WLAN, das Lesen von digitalen Comics und das Einkaufen von Spielen im PlayStation-Store. Für diese Funktionen wird keine UMD oder ein anderes Programm benötigt.
Die aktuelle Firmware ist momentan die Version 6.61 (15. Januar 2015), welche für alle PSP-Modelle erhältlich ist.
Die PSP 1000, 2000 und 3000 haben alle dieselben Firmware-Updates, wohingegen die PSP Go eigene Firmware-Updates hat.
Sony stellte zur Laufzeit regelmäßig Firmwareupdates mit neuen Funktionen zur Verfügung, welche entweder aus dem Internet geladen oder von einer UMD installiert werden können. Ein Grund für die häufigen Firmwareupdates ist inoffiziell die Homebrew-Community. Diese versucht ständig, neue Möglichkeiten zu finden, selbstgeschriebene Programme auszuführen. Dies versucht Sony zu verhindern, da es durch diese Sicherheitslücken auch möglich ist, kopierte Spiele in Form eines Speicherabbildes auszuführen.

#### Custom Firmware
Custom Firmwares (angepasste Firmware, CFW) erfreuen sich einer sehr großen Beliebtheit unter den Homebrew-Benutzern, da diese die Funktionen der originalen Firmwares bieten, aber im Gegensatz zu diesen auch nicht signierte Software und Spielekopien (in Form von ISO-Abbildern) ausführen. CFW lassen sich, falls die PSP bereits homebrew-fähig ist, wie ein normales Systemupdate installieren, alternativ geht man wie bei einem Downgrade vor. Eine allgemein lauffähige Custom Firmware ist die 6.20/6.35/6.60 PRO-C1fix3 bzw. 6.39 PRO-C1fix4 von Coldbird und Virtuous Flame. Sie ist mit allen Sony PSP kompatibel, allerdings ist nur die 6.20er Version permanent installierbar, die 6.35/6.39/6.60er Varianten nicht. Sobald die PSP mit der 6.35/6.39/6.60er Variante neu gestartet wird, lädt sich wieder die offizielle Firmware. Als noch neuer und besser gilt die 6.60 ME-2.3 (auch schon für 6.61 erhältlich). Sie ist mit den 1000er und 2000er Modellen bis einschließlich Datecode 8B kompatibel und gilt als fest installierbar, wobei es auch Fassungen für die 3000/E1000er und Go-Modelle gibt, welche sich nicht permanent installieren lassen. Seit dem 13. Februar 2013 ist es möglich, auch die 3000er und Go-Modelle auf aktuellster Firmware mit einer permanenten Custom Firmware auszurüsten. Dies ist dank dem sogenannten Infinity-Hack von Davee möglich, welcher eine Lücke im Kernel der Firmware 6.31 ausnutzt, um Code-Ausführung während des Kaltstarts zu erreichen. Daraufhin wird dann eine modifizierte Firmware 6.61 geladen. Die E1000er Modelle unterstützen diesen Hack nicht, da sie nicht in der Lage sind, die Firmware 6.31 zu laden.
Als Alternative zu den CFWs gibt es Homebrew Enabler (HEN, wörtlich Homebrew-Ermöglicher), welche die nötigen Änderungen der Firmware nur im Arbeitsspeicher vornehmen und nicht auf den internen Flash-Speicher der PSP zugreifen. Dies hat den Vorteil, dass keine Dateien in den Flash0 der PSP geschrieben werden müssen, sodass ein Zerstören des Betriebssystems ausgeschlossen wird. Allerdings sind die vom HEN durchgeführten Modifikationen flüchtig, er muss bei jedem Start der PSP erneut ausgeführt werden, es sei denn, man flasht die PSP mit einer Custom Firmware.
Der 6.61 HEN von Neur0n ist momentan der neueste HEN der auf jeder PSP lauffähig ist, und einen Kernel Mode Exploit benutzt, sodass das Abspielen von Homebrews und Sicherheitskopien möglich ist.
Die Installation einer CFW in den Flash-Speicher ist auf der PSP-3000 und auf neueren PSP-2000, die einen Datecode ab 8C (und somit ein neues Mainboard) haben, nicht mehr möglich, da der IPL im Hauptprozessor verändert wurde und das Starten der Custom Firmware verweigert.
Als Alternative dazu kann man aber, durch das Modifizieren und Vortäuschen einer Signierung einer echten Datei, den Autostart einer temporären CFW erzwingen, sodass es optisch wie eine feste CFW aussieht.
Diese Methode wird Permanent Patch genannt und funktioniert auf allen PSP-Modellen, sofern sie die Version 6.20 installiert haben können.

#### Downgrade
Während bei einem Update-Vorgang die PSP-Firmware aktualisiert wird, wird durch einen Downgrade das Gegenteil bewirkt – hierbei wird meistens angepeilt, eine modifizierte Firmwareversion aufzuspielen, von der aus es möglich ist, jedes Homebrew-Programm auszuführen und somit jede beliebige Firmware auf die PSP aufzuspielen. Da ein Downgrade direkt auf den internen Flash-Speicher zugreift, kann die PSP bei einem Fehler bricken (vom englischen brick ‚Ziegel‘).
- Ein Semi-Brick. Bei einem Semi-brick sind einzelne Dateien des Flash-Speichers beschädigt, was dazu führt, dass man das XMB – sozusagen ein Hauptmenü – der PSP nicht mehr starten kann. Dieser würde bei einer PSP mit einer offiziellen Firmware genauso schwerwiegend sein, wie ein Fullbrick, lässt sich aber mit einer Custom Firmware mithilfe des „Recovery-Menüs“ relativ einfach beheben.

- Ein Full-Brick. Bei diesem ist der Flash-Speicher der PSP derart beschädigt, dass man selbst das „Recovery-Menü“ nicht mehr aufrufen kann – was bei einer PSP mit einer offiziellen Firmware sowieso nicht verfügbar ist. Demnach muss man versuchen, mit der sogenannten „Pandora-Batterie“ den Fullbrick zu beheben. Dies läuft meist genau so ab, wie ein Downgrade-Vorgang.

Um einen Downgrade zu ermöglichen, benötigt man eine Methode, auf den Speicher der PSP zuzugreifen. Meist wird hierzu die sogenannte Pandora-Batterie verwendet, ein Akku, welcher die PSP in den Servicemodus versetzt und somit die Ausführung von nicht lizenzierter Software ermöglicht, wobei das System nicht vom internen Speicher lädt, sondern auf den Memory Stick zugreift. Dabei wird entweder eine im Handel erhältliche Pandora-Batterie benutzt, oder mittels einer funktionierenden PSP, die es erlaubt, Homebrew auszuführen, erstellt. Außerdem ist es auch möglich, eine solche Batterie selbst herzustellen, indem man einen Kontakt an einem Chip in der Batterie abklemmt oder bei dem Akku der PSP-2000 eine spezielle Leiterbahn auf der Platine des Akkus durchschneidet. Bei der Software kann es sich um eine originale Firmware handeln, aber auch um ein Programm, das die Installation einer Custom Firmware ermöglicht. Dies funktioniert jedoch bei neueren PSP 2000 (hergestellt ab dem dritten Quartal des Jahres 2008, DATE CODE 8c), PSP 3000, PSP Go und PSP E1000 nicht mehr. Alternativ lässt sich ein Downgrade auch mittels einer Downgrader Homebrew bis maximal Firmware 6.20, durchführen. Noch ältere Firmware-Versionen lassen sich ebenfalls noch über Software downgraden. Außerdem gab es auch die Möglichkeit, über Sicherheitslücken in Spielen Downgrades auszuführen. Diese Methoden sind jedoch zwischenzeitlich veraltet, da es kaum noch PSPs gibt, die diese alten Firmwareversionen aufgespielt haben. Ein Downgrade von Firmware 6.61 (und tiefer) und damit die Ausführung permanenter Custom Firmware ist unter bestimmten Umständen ebenfalls möglich. Hackern gelang es am 10. August 2011 erstmals, den Kernelmemory zu dumpen. Einige Tage später ist dann ein Downgrader erschienen, mit deren Hilfe man die aktuelle Firmware-Version downgraden kann. Der Ersteller des Downgrade, „some1“, nutzte für das Downgrade ein Exploit des Hackers „davee“, dem Entwickler des 5.03 Homebrew Enablers (HEN).

### Homebrew und Urheberrechtsverstöße

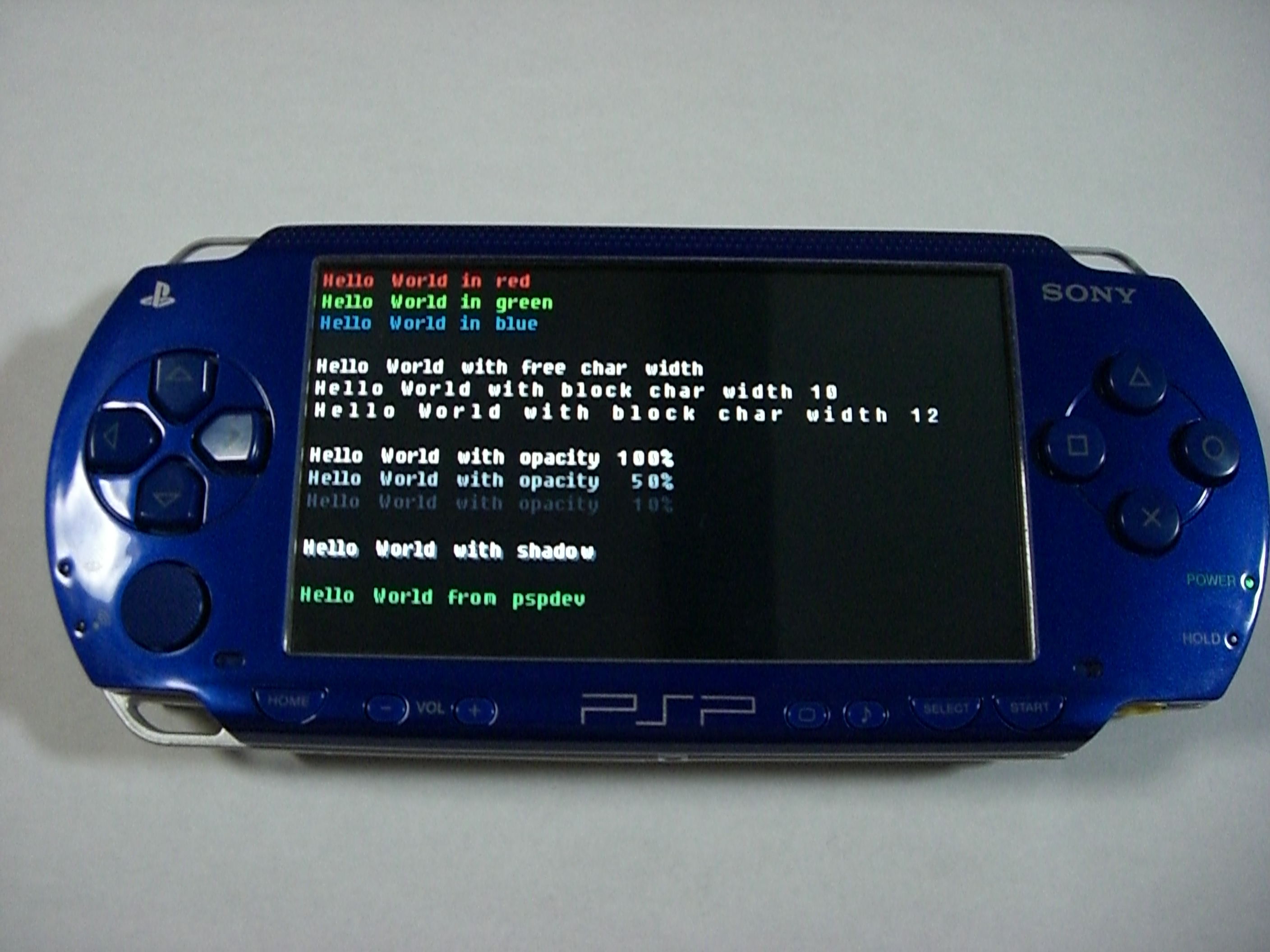
„Hello World“ auf der PSP-1000

Nach kurzer Zeit gelang es Entwicklern, auf der japanischen PSP eigenen Code auszuführen, da es bei der Firmware 1.00 keine Limitationen und bei 1.50 einige Sicherheitslücken gab. Dadurch war es möglich, selbstgeschriebene (Homebrew) und portierte Software (vor allem Emulatoren) zu entwickeln. Es existieren beispielsweise Emulatoren für Game Boy, Game Boy Advance, NES, SNES, Amiga, Atari VCS (Atari 2600), Sega Mega Drive, N64 und andere Spielkonsolen sowie ab Firmware 3.00 ein von Sony eigenständig entwickelter PSone Emulator. Des Weiteren existiert eine Portierung des PC-Emulators Bochs, auf der Windows ausgeführt werden kann.
Die Möglichkeit, eigenen Code auszuführen, mag interessant für Hobbyentwickler sein, für Sony stellt dies aber ein heikles Thema dar, da es auch möglich ist, illegale Kopien von UMD-Originalen von einem Memory Stick mit einem ISO-Loader zu laden. Durch die Maßnahme, das Abspielen eines neuen Spiels erst ab einer bestimmten Firmware-Version zu ermöglichen, versucht Sony weiterhin Sicherheitslücken zu schließen und die Anzahl von Schwarzkopien einzudämmen. Jedoch haben Programmierer der Szene bisher in fast jeder Version eine Sicherheitslücke gefunden, die es ermöglichte, eigenen Code auszuführen. Mittlerweile wurden die ursprünglichen ISO-Loader durch modifizierte Firmwares ersetzt. Diese basieren auf den originalen Firmwares von Sony (und bieten daher auch alle Features), ermöglichen jedoch das Starten von Sicherheitskopien direkt aus dem PSP-Menü ohne die Verwendung zusätzlicher Software. Seit der Version 3.03 OE-A ist es sogar möglich, jegliche PSX-ISOs mit dem integrierten Emulator zu starten, während die Original-Firmware nur das Starten von gekauften Spielen aus dem PSN-Store zulässt.
Allerdings war es bis Ende 2009 / Anfang 2010 keinem Entwickler einer CFW gelungen, dem Benutzer Zugriff auf den PlaystationStore zu ermöglichen. Des Weiteren war es auch nicht möglich, Spiele online zu spielen, solange diese auf den Online-Service des PlaystationStores zugreifen. Erst durch das CFW-Plugin PSNabler und dessen indirekter Nachfolger PSNFucker (mittlerweile PSNLover), kann man seit Anfang 2010 mit einer CFW auf den PSN-Store zugreifen sowie Spiele über den Online-Service spielen. Eine Registrierung im PSN ist aber weiterhin notwendig. Zudem führten EA und THQ eine Onlineberechtigung (Online Pass) ein, der das Spielen über den PSN nur noch mit einem Original-Spiel, mit beiliegendem Code, möglich macht.
Dank neueren Custom Firmwares ist es nicht mehr nötig, den PSNLover zu benutzen, da eine bessere und dauerhafte Möglichkeit integriert wurde, sodass ein PSN Zugang auch mit der nicht aktuellsten Firmware möglich ist.
Grundsätzlich verstößt das Austauschen des originalen Betriebssystems einer PSP nicht gegen das Urheberrecht. Allerdings sind Modifikationen am Originalcode rechtswidrig, da sie das Recht auf Umarbeitung verletzen. Gegen Homebrew-Software bestehen keine rechtlichen Vorbehalte, gegen die Benutzung modifizierter Originalfirmware hingegen schon. Auch die Nutzung von Sicherheitskopien von UMDs (auch in Form von ISO-Files) ist urheberrechtlich zulässig, solange der Nutzer im Besitz des Originaldatenträgers ist. Mit einer etwaigen Weitergabe (Verkauf, Tausch etc.) des Originals erlischt allerdings das Recht an einem solchen Backup. Die Nutzung von Backups oder Homebrew-Software kann also urheberrechtlich zulässig sein, setzt in der Regel aber eine veränderte Originalsoftware voraus, durch die jedenfalls das Urheberrecht verletzt wird.

### Systemdesign der PSP

Eine geänderte XMB

Siehe auch: XrossMediaBar der PlayStation Portable
Die XrossMediaBar (XMB) (Cross Media Bar, wörtlich Kreuzmedienleiste) bildet das Kernstück des Systemdesigns. Im Gegensatz zu herkömmlichen Konsolen ist es dem Benutzer möglich, seine PSP zu personalisieren, allerdings erst ab einer höheren Firmware-Version. Konnte man bis Version 3.52 lediglich das Hintergrundbild einstellen, so ist es ab Firmware-Version 3.70 dem PSP Nutzer auch möglich, das Aussehen der XMB durch PSP-Themes zu verändern. Diese kann man entweder direkt bei Sony herunterladen oder mit einem von Sony veröffentlichten Programm namens Custom Theme Maker erstellen. Die Installation von PSP-Themes ist relativ einfach und daher den meisten Benutzern möglich.
Auch die vorgegebenen Links zu den einzelnen Funktionen der Benutzeroberfläche sind veränderbar.
Diese Anpassungen lassen sich bei Custom-Firmwares durch das Ändern von Systemdateien im Flashspeicher der PSP erzielen. Alternativ kann auch das CFW-Plugin CXMB dienen, das der PSP geänderte Dateien im Flash vortäuscht, um somit Custom-Themes in Form einer .ctf ohne Änderung im Flashspeicher zu nutzen. Auch die Anordnung der einzelnen Elemente sowie die Tastentöne der PSP lassen sich so verändern. Nahezu jeder Aspekt des Menüs ist austausch- oder anpassbar, was es dem Benutzer erlaubt, seine PSP so individuell wie möglich zu gestalten.

### Remote Play
Die Remote-Play-Funktion der Sony PlayStation Portable ermöglichte ab Januar 2007 eine kabellose Datenverbindung zur stationären PlayStation 3. In erster Linie kann damit auf das Menü der PlayStation 3 inklusive Musik-, Video- und Bilddateien zugegriffen werden. Die Verbindung lässt sich klassisch über Wireless LAN als auch online realisieren, sodass unterwegs ebenfalls auf PS3-Inhalte zugegriffen werden kann. Darüber hinaus ist es möglich, eine begrenzte Anzahl an PlayStation-3-Software sowie sämtliche PlayStation-1-Titel über die PSP abzuspielen. Das Spiel Gran Turismo ermöglicht Spieldaten zwischen der PS3- und PSP-Version auszutauschen. Weiterhin war angedacht, das Display der Playstation Portable als Autorückspiegel im Rennspiel Ridge Racer auf der PS3 nutzen zu können.

## Zusätzliche Hardware

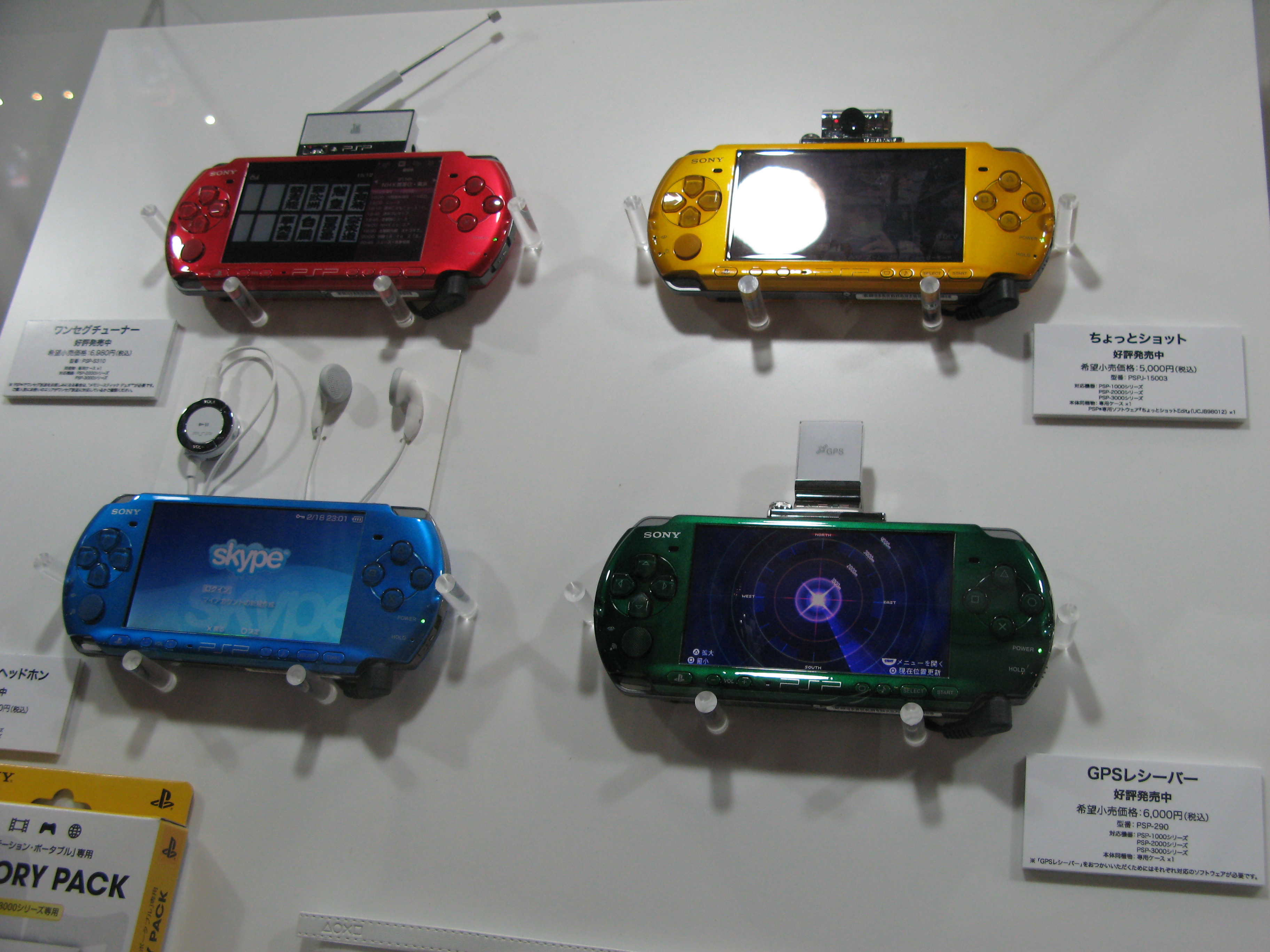
Die PSP, ausgestattet mit verschiedenen Zubehöraufsätzen. TV-Tuner (o.l), Kamera (o.r.), Kopfhörer mit Bedienung (u.l), GPS (u.r)

Es gibt diverse zusätzliche Hardware für die unterschiedlichen PSP-Systeme. Neben den originalen PSP-Akkus existieren auch Akkus von Drittanbietern. Diese unterscheiden sich in den Varianten, da es sie in externer, aber auch interner Form gibt. Die externen Akkus werden an den Rücken der PSP geheftet und laden durch ein Kabel den Originalakku in der PSP.
Mittels einer Fernbedienung (kabelgebundene Remote Control) kann ein Mikrofon angeschlossen werden, dadurch wird in einigen Spielen die Unterhaltung mit anderen Spielern auf der PSP-1000 und PSP-2000 ermöglicht.
Zubehör-Aufsätze werden in dem USB-2.0-Mini-B-Anschluss an der oberen Seite der kompatiblen PSP-Serien aufgesteckt.
Mit dem Konverterkabeladapter (PSP-N440) wurde die zusätzliche Hardware auch mit der PSP Go (PSP-N1000) mechanisch kompatibel.

### Go!Cam

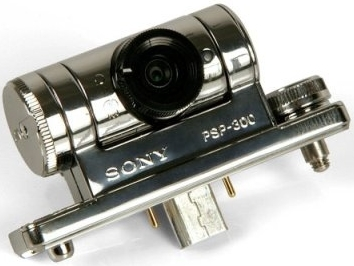
Sony PSP Go!Cam (PSP-300)

Die auch in Deutschland erhältliche PSP-Kamera kostete bei Markteinführung ca. 45 €. Mit der Kamera lassen sich nicht nur Fotos, sondern auch Videos aufnehmen.
Mit der Go!Cam war es PSP-1000/2000-Nutzern möglich, bei einer aktiven Internetverbindung Videotelefonate zu führen. Europäische Nutzer erhielten exklusiven Zugang zur kostenlosen Anwendung Go!Messenger, als die Softwareversion 3.90 am 29. Januar 2008 veröffentlicht wurde. PSP-2000-Besitzer in Europa haben zusätzlich die Möglichkeit, Skype als Einzelversion zu nutzen.
Nach einem Jahr Laufzeit war es mit Go!Messenger nicht mehr möglich, auf den bis dahin kostenlosen Instant-Messenger sowie auf den Voice- und Video-Dienst, der British Telecom zuzugreifen, weil die entsprechende Kooperation mit Sony beendet wurde. Begründet wird dieser Schritt mit der Nicht-Erreichung der gesteckten Ziele. Oder anders ausgedrückt: zu wenige PSP-Nutzer haben den VoIP-Dienst in Anspruch genommen.
Die Go!Messenger Anwendung erscheint im XMB unter „Netzwerk“ in der OFW 3.90–5.03 für die Regionen Europa, Großbritannien und Australien.
Der VoIP-Dienst Skype blieb weiterhin als alternative Kommunikationsmöglichkeit auf der PSP verfügbar. PSP-Besitzer konnten damit über WLAN kostenlos mit anderen Skype-Nutzern kommunizieren oder gegen Gebühr Festnetz- und Mobilfunkteilnehmer anrufen. Skype wurde später als vorinstallierte Anwendung in der Original Firmware der PSP-3000 mitgeliefert. Nach der Übernahme von Skype durch Microsoft im Jahr 2011 durchlief der Dienst jedoch mehrere Veränderungen. Die für die PSP genutzten Skype-Serverdienste wurden im Laufe der Zeit eingestellt. Die Unterstützung für die PSP-Version von Skype endete endgültig, als Microsoft die Integration älterer Plattformen aufgab und die Unterstützung für veraltete Geräte und Betriebssysteme schrittweise zurücknahm.
Den Spielen Invizimal und EyePet lag erstmals eine neuere Version der PSP GO!Cam (PSP-450) bei, welche allerdings spezifisch schlechter war.
| PSP-300           | PSP-300           |
| Bildgröße         | Filmgröße         |
| ----------------- | ----------------- |
| 320 × 240 (QVGA)  | 320 × 240 (15fps) |
| 320 × 240 (QVGA)  | 320 × 240 (30fps) |
| 480 × 272         | 480 × 272 (15fps) |
| 480 × 272         | 480 × 272 (30fps) |
| 640 × 480 (VGA)   |                   |
| 1280 × 960 (SXGA) |                   |

| PSP-450          | PSP-450           |
| Bildgröße        | Filmgröße         |
| ---------------- | ----------------- |
| 320 × 240 (QVGA) | 320 × 240 (15fps) |
| 320 × 240 (QVGA) | 320 × 240 (30fps) |
| 480 × 272        | 480 × 272 (15fps) |
| 480 × 272        | 480 × 272 (30fps) |
| 640 × 480 (VGA)  |                   |

### Go!Explore

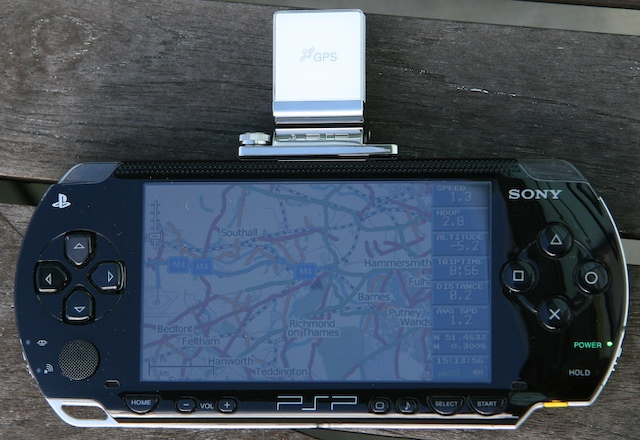
Eine PSP mit OpenStreetMap-Daten auf dem Bildschirm und GPS-Empfänger. Die Karte zeigt West-London. Die verwendete Software heißt „Map This!“.

Mit dem GPS-Empfänger wird die PSP um die Funktionen eines Navigationssystems erweitert. Das GPS-Modul ist das PSP-290.
Dieser wurde auf der Games Convention 2007 vorgestellt und wird in Deutschland seit April 2008 unter dem Namen Go!Explore mit Kartendaten für Deutschland, Österreich und der Schweiz ausgeliefert. Go!Explore kann sowohl von Autofahrern als auch von Fußgängern benutzt werden.
Im PSP internen PSN Store konnte man sich gegen eine Gebühr Karten von anderen Ländern herunterladen.

### TV-Tuner
Die PSP bietet die Möglichkeit, einen TV-Tuner anzuschließen, um digitales Fernsehen zu empfangen. Dieses wird genau wie andere Peripheriegeräte für die PSP einfach auf die Mini-USB-Schnittstelle auf die Oberseite gesteckt.
Somit kann man digitales Fernsehen unterwegs direkt empfangen, ohne auf einen Fernseher oder PC angewiesen zu sein. Denn anders als bei der Verwendung des LocationFree Players ist es beim TV-Tuner nicht erforderlich, eine bestehende Netzwerkverbindung zu nutzen, die den Inhalt nur über WLAN an die PSP streamt.
Es gibt nur zwei verschiedene TV-Tuner-Modelle für die PSP:
| TV-Tuner-Modell | Unterstützte Standards | Frequenzbereich                      | Unterstützte Länder |
| PSP-S310        | 1seg                   | 177–213 MHz (VHF), 473–803 MHz (UHF) | Japan               |
| PSPAS-D200KR    | T-DMB                  | 174–216 MHz (VHF), 470–770 MHz (UHF) | Korea               |

Es ist jedoch nicht möglich, eine Version des TV-Tuners auf einer PSP von einer anderen Region zu verwenden, da die Frequenzbänder und Standards unterschiedlich sind.
So haben beide Versionen eine baugleiche Teleskopantenne, die um 180 Grad gedreht werden kann, um eine bessere Empfangsposition zu erreichen. Sowohl auch einen externen Antennenanschluss (Durchmesser 3,5-mm-Miniklinke Typ), für eine handelsübliche UHF-Zimmerantenne oder Antennenkabel. Beide Tuner sind sowohl auch passiv, d. h. sie benötigen keine Stromversorgung, sondern beziehen diese über den USB-Anschluss der PSP.
Durch die regionsspezifischen Anwendungen ist es möglich, Kanallisten zu erstellen, Sendungen entweder direkt aufzunehmen oder über die Timer-Funktion zu planen sowie den EPG zu nutzen.
Die dazugehörige Anwendung erscheint im XMB unter „TV“ in den OFW 5.00–6.10. Später unter „Extras“ in den OFW 6.20–6.61.
Kompatibel sind die Tuner nur mit der PSP-2000/3000-Serie, und der PSP-N1000 mit zugehörigem Adapter.
PSP-S310 (Japan)

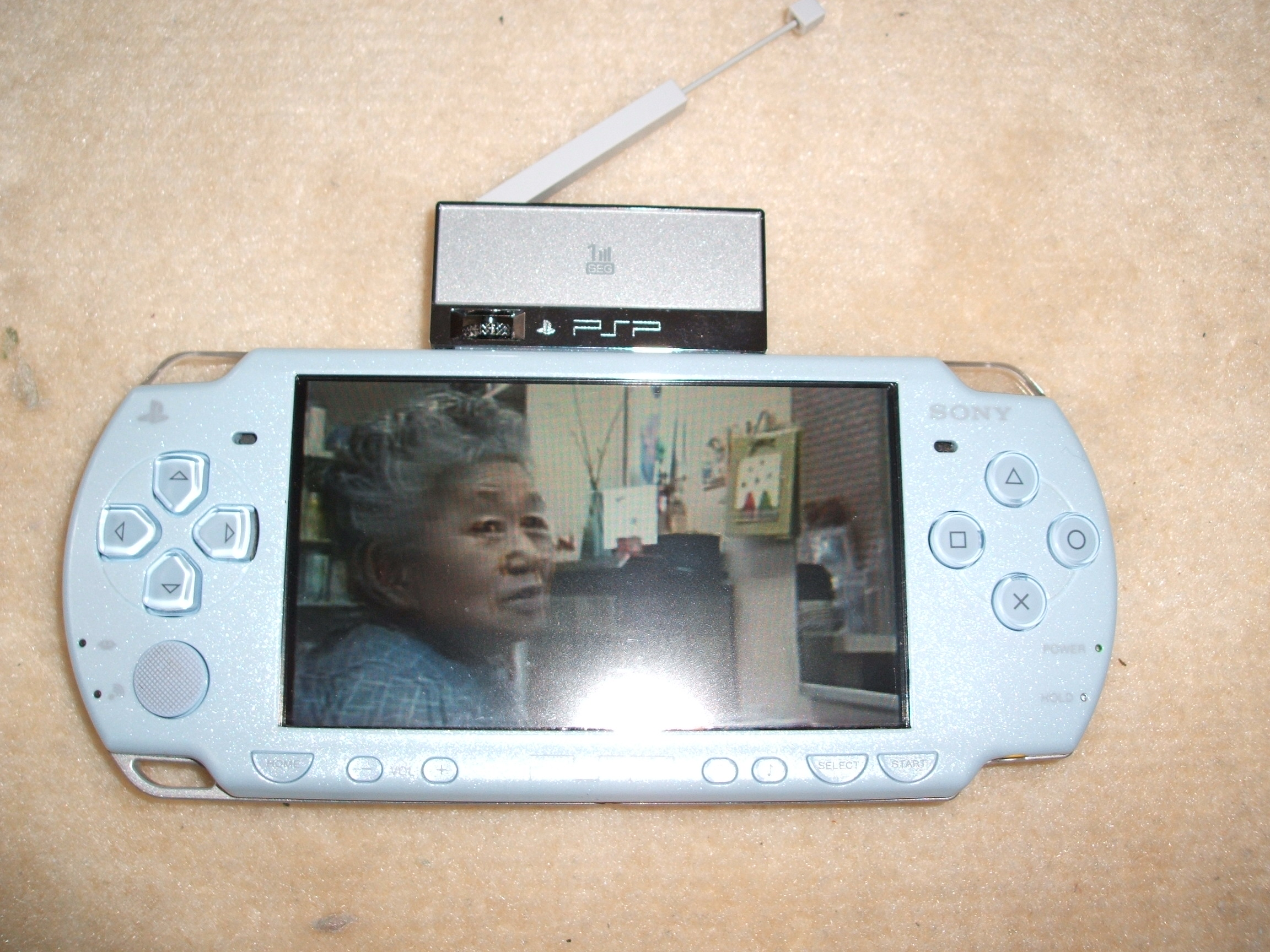
Eine PlayStation Portable, ausgestattet mit einem 1seg TV-Tuner.

1Seg ist einer der digitalen terrestrischen Fernsehübertragungsdienste, der am 1. April 2006 in Japan gestartet wurde. Die Übertragung ist speziell für die mobile Nutzung optimiert und erfordert eine geringere Datenrate als herkömmliche digitale Übertragungen. Dadurch kann das Signal auch bei hoher Geschwindigkeit oder in Gebäuden empfangen werden, was in Ballungsgebieten von großem Vorteil ist. In Japan ist 1seg als terrestrische digitale Übertragung weit verbreitet und bietet eine hohe Bild- und Tonqualität.
PSPAS-D200KR (Korea)
Das T-DMB-Signal ist ein digitales Signal, das in Korea für mobile Geräte wie Smartphones und tragbare Fernseher entwickelt wurde. Es ist ein Hybrid aus digitalen Audio- und Videodaten sowie Daten von Rundfunksendern. Der Empfänger ist besonders für den Empfangsbereich von Seoul, Gyeonggi-do und Incheon ausgelegt.

### Mikrofon
Am 19. März 2008 wurde in Japan ein Mikrofon für die PSP veröffentlicht. Dieses wird genau wie die Go!Cam einfach auf die Mini-USB Schnittstelle oben auf der PSP gesteckt. Das Mikrofon wurde im Single und Doublepack dort verkauft und funktioniert mit dem PSP-1000 und PSP-2000 Modell, welche keine integrierte Mikrofone besitzen. Die einzigen Spiele, die von dem Mikrofon Gebrauch gemacht haben, waren Talkman, Resistance: Retribution und Beaterator, daneben Skype.
| Typ                        | Dielektrisches Kondensatormikrofon |
| Betriebstemperatur         | 5 °C – 35 °C / 41 °F – 95 °F       |
| Frequenzbereich            | 100Hz – 10kHz                      |
| Richtwirkung               | Ungerichtet (Mono)                 |
| Empfangsempfindlichkeit    | -45±3 dB                           |
| Maximaler Schalldruckpegel | über 100 dBSPL                     |

Dieses Mikrofonpaket wurde nie außerhalb Japans verkauft und war nur durch Import erhältlich.

## Kritik

### Kritik von Entwicklerseite
Sony wurde sowohl von Entwicklern als auch von Nutzern stark kritisiert. Hersteller wie Electronic Arts bemängelten, dass Sony zu wenig Unterstützung für Entwickler biete und dadurch neue Möglichkeiten verhindere. Als Beispiel wird häufig das UMD-Format angeführt. Der Entwickler David Perry sprach sich klar gegen das UMD-Format aus und forderte stattdessen einen stärkeren Fokus auf digitale Downloads, um Kosten zu senken und die Attraktivität der PSP zu erhöhen.

### Technische Limitierung der UMD und ihre Auswirkungen
Die UMD, ein proprietäres optisches Speichermedium mit einer maximalen Kapazität von 1,8 GB, zeichnete sich durch lange Ladezeiten, eine empfindliche mechanische Bauweise und die fehlende Möglichkeit zur Datenspeicherung aus. Anfangs wurden die Daten ausschließlich direkt von der UMD gelesen, erst später nutzten einige Spiele die Möglichkeit, Teile der Spieldaten auf den Memory Stick zu kopieren, um Ladezeiten zu verkürzen.
In der Fachpresse wurde das Format daher vielfach als innovationshemmend eingestuft, da es digitale Vertriebswege blockierte und die Entwicklung flexibler Nutzungsmöglichkeiten einschränkte. Da es zum Marktstart jedoch kein offizielles Download-Angebot gab, wurde die UMD von Kritikern als sogenanntes „Busting“-Format bezeichnet.
Sony entschied sich bei der PSP bewusst für das UMD-Format, da zum Marktstart digitale Vertriebswege weitgehend fehlten und Flash-Speicher zu teuer war. UMDs waren daher eine kosteneffiziente, leicht zu vertreibende Lösung, die besonders für die Zielgruppe Jugendliche gut geeignet war. Diese einfache Verfügbarkeit im Handel war ein wesentlicher Beweggrund für Sonys Wahl dieses proprietären optischen Mediums.
UMDs konnten wie klassische Konsolen- und Filmmedien im Einzelhandel über die Ladentheke gehen – ein wichtiger Vorteil, da ein großer Teil der PSP-Zielgruppe außerhalb des Internets einkaufte. Viele Jugendliche hatten keinen zuverlässigen Internetzugang oder waren eingeschränkt – sei es durch Verfügbarkeit oder finanzielle Mittel. Ein physisches Medium wie UMD ermöglichte ihnen trotzdem sofortigen Zugriff auf digitale Inhalte ohne zusätzliche Infrastruktur.
Zusätzlich boten manche UMDs die Möglichkeit, die Firmware der PSP zu aktualisieren, wodurch das System quasi auf dem neuesten Stand gehalten werden konnte. Wer diese Option hatte, nutzte sie meist, um Kompatibilitäts- und Sicherheitsupdates einzuspielen, während Nutzer ohne entsprechende UMD oder einem Internetzugang über PC oder PS3, darauf verzichteten.

### Verspätete Einführung des PlayStation Store
Der Zugang zum PlayStation Store wurde erstmals im September 2007 ermöglicht – allerdings ausschließlich über den PC mithilfe der Software MediaGo. Ab diesem Zeitpunkt konnten digitale Inhalte wie Spiele oder Demos offiziell für die PSP heruntergeladen und anschließend auf das Gerät übertragen werden. Ein direkter Zugriff über die PSP selbst war zunächst nicht möglich.
Da dieses PC-basierte Store-Angebot erst kurz nach dem Marktstart der PSP-2000 (zweiten Generation) eingeführt wurde, stand zum Zeitpunkt der Markteinführung der PSP-1000 (ersten Generation) noch kein Zugang zum PlayStation Store zur Verfügung.
Die vollständige Integration und Nutzung des PlayStation Stores in die PSP-Benutzeroberfläche erfolgte erst mit dem Firmware-Update 5.00 im Oktober 2008. Ab dieser Version konnten Inhalte direkt über eine WLAN-Verbindung auf die PSP heruntergeladen werden – ohne einen PC oder eine PS3 als Zwischenschritt.
Die Verzögerung bei der Einführung digitaler Inhalte wurde insbesondere im Zusammenhang mit dem Einsatz des UMD-Formats kritisiert.

### Begrenzte Speichermöglichkeiten

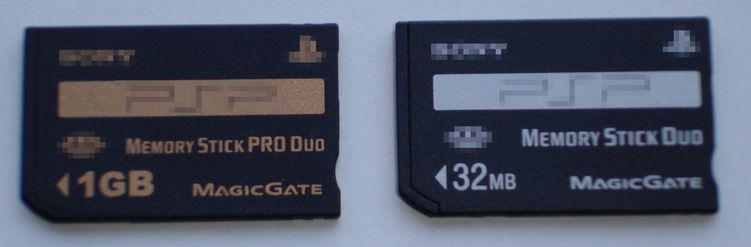
Zwei Speicherkarten mit exklusivem PSP-Schriftzug und vergleichsweise kleiner Speicherkapazität.

Bereits zur Markteinführung der PlayStation Portable war ersichtlich, dass die PSP ausschließlich externe Memory Stick Duo-Speicherkarten nutzte, die zunächst nur in vergleichsweise geringen Speicherkapazitäten (32 MB bis 1 GB) verfügbar waren und außerdem relativ teuer waren. Dadurch war es Nutzern nur eingeschränkt möglich, mehrere Spiele oder große Mediendateien gleichzeitig zu speichern – insbesondere, da manche UMD-Spiele bis zu 1,8 GB in Anspruch nehmen konnten.
Durch spätere Firmware-Updates wurde die Unterstützung auf größere Speicherkarten ausgeweitet: Zunächst wurden Karten bis 2 GB, später bis 4 GB und schließlich bis 8 GB unterstützt. Offiziell erhältlich waren Memory Stick PRO Duo-Karten in Kapazitäten bis zu 32 GB, darunter auch Hochgeschwindigkeitsvarianten wie PRO-HG Duo. Letztere boten höhere Datenübertragungsraten, waren jedoch deutlich teurer als herkömmliche Speichermedien anderer Standards wie SD oder microSD. Aufgrund des proprietären Formats war ein Wechsel auf günstigere Alternativen ohne Adapterlösungen nicht möglich. Dies wurde vielfach als nachteilig kritisiert, da vergleichbare SD-Karten mit gleicher Kapazität zum Teil weniger als die Hälfte kosteten.
Diese Einschränkungen führten mitunter dazu, dass sich CFW großer Beliebtheit erfreuten – da sie unter anderem in der Lage waren, die Speicherbegrenzungen zu umgehen und zusätzliche Funktionen freizuschalten.
Im Vergleich zur PS3 (wo komplette Spiele installiert werden konnten), war die PSP durch Speicherknappheit klar limitiert.

#### Installation von Spieldaten auf dem Memory Stick
Erst ab Mitte 2009, mit der Verfügbarkeit größerer Memory Stick-Speicherkarten für die PSP, boten einige Spielehersteller die Möglichkeit, Spieldaten auf dem Memory Stick vorzuinstallieren. Da die UMD nur lesend ist, wurden dabei bestimmte Daten – etwa Texturen oder Audio – auf die schnellere Speicherkarte kopiert, um Ladezeiten zu verkürzen und das UMD-Laufwerk zu entlasten.
Bei den meisten Spielen diente diese Funktion ausschließlich der Performanceverbesserung. Gran Turismo Portable profitierte etwa von schnelleren Ladezeiten in Menüs und Rennen, während Monster Hunter Freedom Unite durch Installation kürzere Ladezeiten beim Gebietswechsel ermöglichte.
Einige Titel boten jedoch zusätzliche Inhalte. Bei Metal Gear Solid: Peace Walker für die PSP, wurde durch eine optionale Installation von bis zu 880 MB nicht nur die Ladezeit verringert, sondern auch die vollständige Sprachausgabe in Codec-Gesprächen und Zwischensequenzen aktiviert. Ohne Installation wurden diese Szenen nur als Text dargestellt. Laut offiziellen Quellen war die Audioausgabe technisch nur durch die Dekomprimierung und das Auslagern der Sprachdaten auf die Speicherkarte möglich, da die gleichzeitige Wiedergabe von Spiel und Audio bei Echtzeit-Dekompression über die UMD zu leistungstechnischen Einschränkungen und einbusen der Spielperformance geführt hätte.

### Nichteinhaltung von Veröffentlichungsterminen
Auch von der Community gibt es Kritik, vor allem wegen nicht eingehaltener Veröffentlichungstermine. So wurde der GPS-Empfänger ursprünglich für Ende 2006 angekündigt, kam aber erst im April 2008 in Deutschland auf den Markt.

### Einschränkungen für Hobby-Entwickler
Kritisch gesehen wird außerdem, dass Sony keine Homebrew-Anwendungen auf der PSP erlaubt. Das erschwert es Hobby-Programmierern, eigene Programme oder nur Spiele zu entwickeln, welche auch nur auf der OFW laufen könnten. Dies gilt als einer der Hauptgründe für die weite Verbreitung von CFW.
Sony konzipierte die PSP als bewusst geschlossenes System, bei dem ausschließlich digital signierte Software ausgeführt werden konnte. Diese Maßnahme diente vor allem der Sicherung der Systemintegrität, der Eindämmung von Softwarepiraterie sowie dem Schutz sensibler Nutzerdaten. Durch die Einschränkung von Homebrew-Anwendungen wollte Sony verhindern, dass unsignierter Code Sicherheitslücken ausnutzt, die zur Ausführung von Raubkopien oder zur Kompromittierung von Systemdaten führen könnten.
Ein besonderes Risiko bestand darin, dass durch Homebrew oder CFW der Zugriff auf vertrauliche Daten wie Spielstände, persönliche Informationen oder Inhalte aus dem PlayStation Store unkontrolliert möglich wurde. Die damit verbundenen Datensicherheitsrisiken sah Sony als nicht vertretbar an. Über Firmware-Updates wurden daher regelmäßig Schwachstellen geschlossen, die eine Umgehung der Sicherheitsmechanismen ermöglichten.
Offiziell erklärte Sony, dass Modifikationen der Systemsoftware zum Erlöschen der Garantie führen und nicht vom Kundensupport abgedeckt würden. Gleichzeitig wurde betont, dass der Einsatz nicht autorisierter Software die Integrität der gesamten Plattform gefährden könne.
Auf dem 24. Chaos Communication Congress (24C3) erläuterte ein Entwickler, dass die Sicherheitsarchitektur der PSP über eine dedizierte Komponente namens KIRK verfügt. Diese gewährleistet, dass nur autorisierte Firmware in den Flash-Speicher geladen werden kann, über eine implementierte "Vertrauenskette". Diese Sicherheitsmaßnahmen wurden von Sony bewusst integriert, um unautorisierten oder schädlichen Code effektiv zu blockieren.
Sicherheitsforscher entdeckten, dass PSPs über eine Schwachstelle verfügten. Nach Veröffentlichung eines Downgraders (mit Hilfe eines TIFF‑Datei‑Exploits) kündigte ein Sony-Sprecher an, gezielt Firmware‑Updates zu veröffentlichen, um diese Lücke zu schließen. Ein zentrales Argument für die Sperrung von Homebrew war auch hier wieder der Schutz sensibler Daten. Sicherheitsanalysen zeigten, dass Angreifer bei gezielter Ausnutzung der Schwachstelle mittels einer manipulierten TIFF-Datei nicht nur Schadcode einschleusen, sondern auch persönliche Daten sowie gespeicherte Zahlungsinformationen, darunter Kreditkartendaten aus dem PlayStation Store Netzwerk, abgreifen konnten.
Die strikte Kontrolle über die Ausführung von Software auf der PSP führte zu einer bis heute andauernden Debatte: Während Sony mit der Sperrung von Homebrew-Anwendungen die Sicherheit der Plattform, die Vermeidung von Softwarepiraterie und den Schutz sensibler Nutzerdaten verfolgte, kritisierten Teile der Community diese Einschränkungen als innovationshemmend.
Befürworter einer offenen Plattform argumentieren, dass eine offizielle Unterstützung von Homebrew das Interesse an legaler Eigenentwicklung gefördert hätte und so möglicherweise weniger Nutzer zu inoffiziellen, oft illegalen Methoden wie dem Einsatz von CFW gegriffen hätten. Aus deren Sicht hätte eine kontrollierte Öffnung der Plattform einen legalen Rahmen geschaffen, der die kreative Entwicklung von Software – ähnlich der Open-Source-Idee – erlaubt, aber gleichzeitig Missbrauch technisch eingrenzt.
Sony hingegen hielt an einer geschlossenen Plattform fest und betrachtete die Zulassung unsignierter Software als grundsätzliches Risiko für die Unversehrtheit beziehungsweise Zuverlässigkeit der Plattform sowie des Spielernetzwerks im Multiplayer-Bereich – zum Wohle der anderen Spieler. Die weite Verbreitung von Tools, die neben Homebrew auch das Abspielen von Raubkopien ermöglichten, wurde dabei als Beleg gewertet, dass eine Öffnung des Systems unweigerlich zu einem Anstieg illegaler Nutzung geführt hätte. Dies hätte Lizenzvereinbarungen mit Vertriebspartnern und Spieleentwicklern untergraben und in der Folge zu erheblichen Umsatzeinbußen führen können, die sich sowohl negativ auf Sony als auch auf alle Beteiligten ausgewirkt hätten.

### Probleme mit Downloads und Nutzerbindung
Ein weiterer Kritikpunkt ist, dass Downloads benutzergebunden sind. Inhalte aus z. B. dem US-Store können nicht ohne Weiteres genutzt werden, ohne bestehende Aktivierungen zu verlieren, z. B. dem amerikanischen Store geladene Inhalte zulässt.– im Gegensatz zur flexibleren Lösung auf der PlayStation 3.